# Sportverein Wehen 1926 Taunusstein 2021-2022
Questa voce raccoglie le informazioni riguardanti lo Sportverein Wehen 1926 Taunusstein nelle competizioni ufficiali della stagione 2021-2022.

## Stagione
Nella stagione 2021-2022 il Wehen Wiesbaden, allenato da Rüdiger Rehm, Mike Krannich e Markus Kauczinski, concluse il campionato di 3. Liga all'8º posto. In Coppa di Germania il Wehen Wiesbaden fu eliminato al primo turno dal Borussia Dortmund.

## Rosa
| N. |                        | Ruolo | Calciatore            |
| -- | ---------------------- | ----- | --------------------- |
| 1  | Germania (bandiera)    | P     | Tim Boss              |
| 3  | Germania (bandiera)    | D     | Ahmet Gürleyen        |
| 4  | Germania (bandiera)    | D     | Sascha Mockenhaupt    |
| 5  | Germania (bandiera)    | C     | Emanuel Taffertshofer |
| 6  | Germania (bandiera)    | D     | Gino Fechner          |
| 7  | Germania (bandiera)    | A     | Gianluca Korte        |
| 8  | Germania (bandiera)    | C     | Johannes Wurtz        |
| 9  | Paesi Bassi (bandiera) | D     | Thijmen Goppel        |
| 10 | Polonia (bandiera)     | C     | Sebastian Mrowca      |
| 11 | Germania (bandiera)    | C     | Mehmet Kurt           |
| 14 | Germania (bandiera)    | C     | Lucas Brumme          |
| 15 | Croazia (bandiera)     | D     | Jozo Stanić           |
| 16 | Germania (bandiera)    | P     | Florian Stritzel      |
| 17 | Germania (bandiera)    | D     | Florian Carstens      |
| 18 | Germania (bandiera)    | C     | Marc Lais             |
| 19 | Danimarca (bandiera)   | C     | Bjarke Jacobsen       |

| N. |                      | Ruolo | Calciatore          |
| -- | -------------------- | ----- | ------------------- |
| 21 | Germania (bandiera)  | A     | Benedict Hollerbach |
| 22 | Germania (bandiera)  | C     | Maxi Thiel          |
| 24 | Austria (bandiera)   | C     | Dominik Prokop      |
| 25 | Germania (bandiera)  | D     | Dennis Kempe        |
| 27 | Germania (bandiera)  | D     | Nico Rieble         |
| 28 | Germania (bandiera)  | C     | Kevin Lankford      |
| 29 | Svezia (bandiera)    | A     | Gustaf Nilsson      |
| 31 | Germania (bandiera)  | P     | Arthur Lyska        |
| 32 | Germania (bandiera)  | A     | Robin Rosenberger   |
| 33 | Australia (bandiera) | A     | John Iredale        |
| 35 | Croazia (bandiera)   | A     | Petar Slišković     |
| 36 | Germania (bandiera)  | P     | Marjan Petković     |
| 37 | Germania (bandiera)  | D     | Maximilian Huß      |
| 38 | Germania (bandiera)  | P     | Lucas Becker        |
| 39 | Germania (bandiera)  | D     | Dominik Bauer       |
| 40 | Germania (bandiera)  | C     | Amin Farouk         |

## Organigramma societario
Area tecnica
- Allenatore: Markus Kauczinski
- Allenatore in seconda: Nils Döring, Kurtulus Öztürk
- Preparatore dei portieri: Marjan Petković
- Preparatori atletici: Wenzel Böhm, Sebastian Wagener

## Calciomercato

### Sessione estiva
| Acquisti | Acquisti              | Acquisti            | Acquisti |
| R.       | Nome                  | da                  | Modalità |
| -------- | --------------------- | ------------------- | -------- |
| A        | John Iredale          | Paderborn           |          |
| D        | Thijmen Goppel        | Roda JC             |          |
| C        | Maxi Thiel            | Heidenheim          |          |
| D        | Jozo Stanić           | Augusta             |          |
| P        | Lucas Becker          | Wehen Wiesbaden U19 |          |
| D        | Gino Fechner          | Uerdingen 05        |          |
| C        | Bjarke Jacobsen       | Horsens             |          |
| C        | Mehmet Kurt           | Verl                |          |
| D        | Nico Rieble           | Lubecca             |          |
| D        | Stefan Stangl         | Türkgücü            |          |
| P        | Florian Stritzel      | Darmstadt           |          |
| C        | Emanuel Taffertshofer | Sandhausen          |          |

| Cessioni | Cessioni        | Cessioni        | Cessioni |
| R.       | Nome            | a               | Modalità |
| -------- | --------------- | --------------- | -------- |
| C        | Ben Bischof     | Bayern Alzenau  |          |
| C        | Marvin Ajani    | Duisburg        |          |
| D        | Michael Guthörl | Hoffenheim II   |          |
| A        | Maurice Malone  | Augusta         |          |
| C        | Jakov Medić     | St. Pauli       |          |
| D        | Michel Niemeyer | Rot-Weiss Essen |          |
| A        | Phillip Tietz   | Darmstadt       |          |
| C        | Tim Walbrecht   | Hannover 96 II  |          |

### Sessione invernale
| Acquisti | Acquisti        | Acquisti | Acquisti |
| R.       | Nome            | da       | Modalità |
| -------- | --------------- | -------- | -------- |
| A        | Petar Slišković | Türkgücü |          |

| Cessioni | Cessioni | Cessioni | Cessioni |
| R.       | Nome     | a        | Modalità |
| -------- | -------- | -------- | -------- |

## Risultati

### 3. Liga

#### Girone di andata
| Friburgo in Brisgovia 26 luglio 2021, ore 19:00 CEST 1ª giornata | Friburgo II | 0 – 0 referto | Wehen Wiesbaden | Dreisamstadion (4 000 spett.)\| Arbitro: \| Braun \| |
| Arbitro:                                                         | Braun       |               |                 |                                                      |

| Wiesbaden 31 luglio 2021, ore 14:00 CEST 2ª giornata | Wehen Wiesbaden | 0 – 0 referto | Monaco 1860 | BRITA-Arena (2 712 spett.)\| Arbitro: \| Badstübner \| |
| Arbitro:                                             | Badstübner      |               |             |                                                        |

| Arbitro: | Stegemann |

|  |           |              |
|  | Marcatori | 90’ Carstens |

| Arbitro: | Müller |

|                         |           |              |
| Nilsson 66’, 90’ (rig.) | Marcatori | 82’ Jaeschke |

| Arbitro: | Benen |

|  |           |                       |
|  | Marcatori | 69’ Nilsson 83’ Thiel |

| Arbitro: | Speckner |

|                          |           |                                                   |
| Lankford 58’ Nilsson 59’ | Marcatori | 2’ Conteh 37’ (rig.) Atik 83’ Brünker 90’ Schuler |

| Arbitro: | Waschitzki-Günther |

|                                          |           |                                                    |
| Jänicke 56’ Grimaldi 68’ Steinkötter 84’ | Marcatori | 5’ Gürleyen 10’ Thiel 26’ Goppel 44’ Taffertshofer |

| Arbitro: | Ittrich |

|                                     |           |             |
| Falcão 4’ Ciğerci 46’ Benyamina 88’ | Marcatori | 29’ Iredale |

| Arbitro: | Reichel |

|  |           |         |
|  | Marcatori | 15’ Taz |

| Arbitro: | Hussein |

|  |           |                                                |
|  | Marcatori | 52’ Goppel 67’ (rig.), 81’ (rig.), 84’ Nilsson |

| Arbitro: | Bokop |

|             |           |              |
| Nilsson 26’ | Marcatori | 63’ Klefisch |

| Arbitro: | Burda |

|             |           |  |
| Türpitz 88’ | Marcatori |  |

| Arbitro: | Greif |

|                                   |           |                                                              |
| Thiel 31’ Lankford 51’ Brumme 90’ | Marcatori | 36’ Ballmert 41’ (rig.) Koruk 48’ (aut.) Stanić 78’ Tankulić |

| Arbitro: | Koslowski |

|                |           |                             |
| Lauberbach 54’ | Marcatori | 15’ Taffertshofer 23’ Thiel |

| Arbitro: | Aarnink |

|                             |           |                       |
| Thiel 22’ (rig.) Goppel 55’ | Marcatori | 37’ König 61’ Baumann |

| Arbitro: | Fuchs |

|                   |           |  |
| Ritter 68’ (rig.) | Marcatori |  |

| Wiesbaden 27 novembre 2021, ore 14:00 CET 17ª giornata | Wehen Wiesbaden | 0 – 0 referto | Verl | BRITA-Arena (1 121 spett.)\| Arbitro: \| Hanslbauer \| |
| Arbitro:                                               | Hanslbauer      |               |      |                                                        |

| Arbitro: | Kessel |

|                  |           |          |
| Lyska 90’ (aut.) | Marcatori | 2’ Thiel |

| Arbitro: | Bokop |

|                         |           |              |
| Nilsson 58’, 64’ (rig.) | Marcatori | 52’ Eberwein |

#### Girone di ritorno
| Arbitro: | Hempel |

|                              |           |  |
| Nilsson 21’ (rig.) Thiel 34’ | Marcatori |  |

| Arbitro: | Müller |

|                                       |           |                         |
| Belkahia 36’ Salger 50’ Neudecker 69’ | Marcatori | 11’ Carstens 23’ Prokop |

| Wiesbaden 22 gennaio 2022, ore 14:00 CET 22ª giornata | Wehen Wiesbaden | 0 – 0 referto | Osnabrück | BRITA-Arena (1 000 spett.)\| Arbitro: \| Badstübner \| |
| Arbitro:                                              | Badstübner      |               |           |                                                        |

| Arbitro: | Greif |

|  |           |              |
|  | Marcatori | 18’ Lankford |

| Arbitro: | Hanslbauer |

|  |           |                |
|  | Marcatori | 62’ Bouhaddouz |

| Arbitro: | Aarnink |

|                                    |           |             |
| Ceka 38’ (rig.) Condé 67’ Atik 83’ | Marcatori | 14’ Nilsson |

| Arbitro: | Bacher |

|             |           |  |
| Nilsson 48’ | Marcatori |  |

| Arbitro: | Hempel |

|                        |           |  |
| Nilsson 22’ Brumme 29’ | Marcatori |  |

| Arbitro: | Winter |

|                      |           |                                   |
| Fink 13’ Njinmah 62’ | Marcatori | 45’ Thiel 50’ Gürleyen 66’ Brumme |

| Arbitro: | Petersen |

|  |           |            |
|  | Marcatori | 90’ Kopacz |

| Arbitro: | Waschitzki-Günther |

|               |           |           |
| Amyn 67’, 90’ | Marcatori | 50’ Kempe |

| Arbitro: | Brand |

|           |           |  |
| Wurtz 40’ | Marcatori |  |

| Arbitro: | Bauer |

|  |           |                                             |
|  | Marcatori | 11’ Wurtz 45’ Goppel 64’ Brumme 79’ Iredale |

| Arbitro: | Müller |

|  |           |              |
|  | Marcatori | 18’ Nikolaou |

| Arbitro: | Heft |

|                     |           |                |
| Möker 8’ Starke 90’ | Marcatori | 27’ Hollerbach |

| Arbitro: | Badstübner |

|                         |           |                |
| Iredale 2’ Gürleyen 73’ | Marcatori | 9’ (rig.) Zuck |

| Arbitro: | Schultes |

|                                    |           |  |
| Berlinski 8’ Corboz 44’ Petkov 68’ | Marcatori |  |

| Arbitro: | Burda |

|           |           |                 |
| Wurtz 38’ | Marcatori | 28’ Schnatterer |

| Arbitro: | Schwengers |

|                  |           |              |
| Zimmerschied 11’ | Marcatori | 34’ Jacobsen |

### Coppa di Germania
| Arbitro: | Cortus |

|  |           |                              |
|  | Marcatori | 26’, 31’ (rig.), 51’ Haaland |

## Statistiche

### Statistiche di squadra
| Competizione      | Punti | In casa | In casa | In casa | In casa | In casa | In casa | In trasferta | In trasferta | In trasferta | In trasferta | In trasferta | In trasferta | Totale | Totale | Totale | Totale | Totale | Totale | DR |
| Competizione      | Punti | G       | V       | N       | P       | Gf      | Gs      | G            | V            | N            | P            | Gf           | Gs           | G      | V      | N      | P      | Gf     | Gs     | DR |
| ----------------- | ----- | ------- | ------- | ------- | ------- | ------- | ------- | ------------ | ------------ | ------------ | ------------ | ------------ | ------------ | ------ | ------ | ------ | ------ | ------ | ------ | -- |
| 3. Liga           | 51    | 18      | 6       | 6       | 6       | 20      | 19      | 18           | 8            | 3            | 7            | 29           | 25           | 36     | 14     | 9      | 13     | 49     | 44     | +5 |
| Coppa di Germania | -     | 1       | 0       | 0       | 1       | 0       | 3       | 0            | 0            | 0            | 0            | 0            | 0            | 1      | 0      | 0      | 1      | 0      | 3      | -3 |
| Totale            | 51    | 19      | 6       | 6       | 7       | 20      | 22      | 18           | 8            | 3            | 7            | 29           | 25           | 37     | 14     | 9      | 14     | 49     | 47     | +2 |

### Andamento in campionato
| Giornata  | 1 | 2  | 3 | 4 | 5 | 6 | 7 | 8 | 9 | 10 | 11 | 12 | 13 | 14 | 15 | 16 | 17 | 18 | 19 | 20 | 21 | 22 | 23 | 24 | 25 | 26 | 27 | 28 | 29 | 30 | 31 | 32 | 33 | 34 | 35 | 36 | 37 | 38 |
| --------- | - | -- | - | - | - | - | - | - | - | -- | -- | -- | -- | -- | -- | -- | -- | -- | -- | -- | -- | -- | -- | -- | -- | -- | -- | -- | -- | -- | -- | -- | -- | -- | -- | -- | -- | -- |
| Luogo     | T | C  | T | C | T | C | T | T | C | T  | C  | T  | C  | T  | C  | T  | C  | T  | C  | C  | T  | C  | T  | C  | T  | C  | C  | T  | C  | T  | C  | T  | C  | T  | C  | T  | C  | T  |
| Risultato | N | N  | V | V | V | P | V | P | P | V  | N  |    | P  | V  | N  | P  | N  | N  | V  | V  | P  | N  | V  | P  | P  | V  | V  | V  | P  | P  |    | V  | P  | P  | V  | P  | N  | N  |
| Posizione | 8 | 11 | 7 | 4 | 1 | 6 | 5 | 5 | 6 | 4  | 4  | 7  | 7  | 5  | 6  | 9  | 9  | 10 | 8  | 8  | 10 | 10 | 9  | 10 | 10 | 10 | 6  | 4  | 6  | 8  | 8  | 8  | 8  | 8  | 8  | 9  | 8  | 8  |

Legenda:

Luogo: C = Casa; T = Trasferta. Risultato: V = Vittoria; N = Pareggio; P = Sconfitta.

### Statistiche dei giocatori
| Giocatore        | 3. Liga  | 3. Liga | 3. Liga     | 3. Liga    | Coppa di Germania | Coppa di Germania | Coppa di Germania | Coppa di Germania | Totale   | Totale | Totale      | Totale     |
| Giocatore        | Presenze | Reti    | Ammonizioni | Espulsioni | Presenze          | Reti              | Ammonizioni       | Espulsioni        | Presenze | Reti   | Ammonizioni | Espulsioni |
| ---------------- | -------- | ------- | ----------- | ---------- | ----------------- | ----------------- | ----------------- | ----------------- | -------- | ------ | ----------- | ---------- |
| D. Bauer         | 0        | 0       | 0           | 0          | 0                 | 0                 | 0                 | 0                 | 0        | 0      | 0           | 0          |
| L. Becker        | 0        | 0       | 0           | 0          | 0                 | 0                 | 0                 | 0                 | 0        | 0      | 0           | 0          |
| T. Boss          | 1        | 0       | 0           | 0          | 0                 | 0                 | 0                 | 0                 | 1        | 0      | 0           | 0          |
| L. Brumme        | 22       | 4       | 0           | 0          | 0                 | 0                 | 0                 | 0                 | 22       | 4      | 0           | 0          |
| F. Carstens      | 24       | 2       | 6           | 0          | 1                 | 0                 | 0                 | 0                 | 25       | 2      | 6           | 0          |
| A. Farouk        | 16       | 0       | 2           | 0          | 0                 | 0                 | 0                 | 0                 | 16       | 0      | 2           | 0          |
| G. Fechner       | 26       | 0       | 3           | 0          | 1                 | 0                 | 0                 | 0                 | 27       | 0      | 3           | 0          |
| T. Goppel        | 35       | 4       | 4           | 0          | 1                 | 0                 | 1                 | 0                 | 36       | 4      | 5           | 0          |
| A. Gürleyen      | 32       | 3       | 6           | 1          | 1                 | 0                 | 0                 | 0                 | 33       | 3      | 6           | 1          |
| B. Hollerbach    | 31       | 1       | 2           | 0          | 0                 | 0                 | 0                 | 0                 | 31       | 1      | 2           | 0          |
| M. Huß           | 0        | 0       | 0           | 0          | 0                 | 0                 | 0                 | 0                 | 0        | 0      | 0           | 0          |
| J. Iredale       | 13       | 3       | 0           | 0          | 0                 | 0                 | 0                 | 0                 | 13       | 3      | 0           | 0          |
| B. Jacobsen      | 33       | 1       | 4           | 0          | 1                 | 0                 | 0                 | 0                 | 34       | 1      | 4           | 0          |
| D. Kempe         | 22       | 1       | 5           | 0          | 1                 | 0                 | 0                 | 0                 | 23       | 1      | 5           | 0          |
| G. Korte         | 3        | 0       | 0           | 0          | 0                 | 0                 | 0                 | 0                 | 3        | 0      | 0           | 0          |
| M. Kurt          | 26       | 0       | 3           | 0          | 1                 | 0                 | 0                 | 0                 | 27       | 0      | 3           | 0          |
| M. Lais          | 0        | 0       | 0           | 0          | 0                 | 0                 | 0                 | 0                 | 0        | 0      | 0           | 0          |
| K. Lankford      | 20       | 3       | 0           | 0          | 1                 | 0                 | 0                 | 0                 | 21       | 3      | 0           | 0          |
| A. Lyska         | 6        | 0       | 1           | 0          | 0                 | 0                 | 0                 | 0                 | 6        | 0      | 1           | 0          |
| S. Mockenhaupt   | 29       | 0       | 3           | 1          | 1                 | 0                 | 0                 | 0                 | 30       | 0      | 3           | 1          |
| S. Mrowca        | 19       | 0       | 2           | 1          | 0                 | 0                 | 0                 | 0                 | 19       | 0      | 2           | 1          |
| G. Nilsson       | 30       | 14      | 4           | 0          | 1                 | 0                 | 0                 | 0                 | 31       | 14     | 4           | 0          |
| M. Petković      | 0        | 0       | 0           | 0          | 0                 | 0                 | 0                 | 0                 | 0        | 0      | 0           | 0          |
| D. Prokop        | 25       | 1       | 1           | 0          | 1                 | 0                 | 0                 | 0                 | 26       | 1      | 1           | 0          |
| N. Rieble        | 20       | 0       | 3           | 0          | 1                 | 0                 | 1                 | 0                 | 21       | 0      | 4           | 0          |
| R. Rosenberger   | 1        | 0       | 0           | 0          | 0                 | 0                 | 0                 | 0                 | 1        | 0      | 0           | 0          |
| P. Slišković     | 11       | 0       | 2           | 0          | 0                 | 0                 | 0                 | 0                 | 11       | 0      | 2           | 0          |
| S. Stangl        | 5        | 0       | 1           | 0          | 0                 | 0                 | 0                 | 0                 | 5        | 0      | 1           | 0          |
| J. Stanić        | 25       | 0       | 8           | 0          | 0                 | 0                 | 0                 | 0                 | 25       | 0      | 8           | 0          |
| F. Stritzel      | 32       | 0       | 1           | 1          | 1                 | 0                 | 0                 | 0                 | 33       | 0      | 1           | 1          |
| E. Taffertshofer | 27       | 2       | 6           | 2          | 1                 | 0                 | 1                 | 0                 | 28       | 2      | 7           | 2          |
| M. Thiel         | 32       | 8       | 4           | 0          | 1                 | 0                 | 0                 | 0                 | 33       | 8      | 4           | 0          |
| J. Wurtz         | 27       | 3       | 4           | 1          | 1                 | 0                 | 0                 | 0                 | 28       | 3      | 4           | 1          |